# Sambucus nigra
Il sambuco nero (Sambucus nigra L.) è una pianta angiosperma dicotiledone appartenente alla famiglia delle Viburnaceae.
Fiori e bacche del sambuco sono tradizionalmente utilizzati in cucina (liquoreria in particolare), inoltre trova impiego nella fitoterapia.
Sebbene il sambuco sia comunemente usato negli integratori alimentari e nella medicina tradizionale, non ci sono prove scientifiche certe che apporti alcun beneficio per il mantenimento della salute o il trattamento delle malattie.

## Descrizione

### Portamento
Il sambuco nero è un arbusto legnoso e perenne, caducifoglie e latifoglie, alto fino a 6 metri. Il tronco ha una scorza grigio-bruna e verrucosa, mentre i rami sono ricadenti e con midollo chiaro. Fiorisce in aprile-maggio e fruttifica in luglio-agosto.

### Foglie
I rami portano delle foglie di colore verde brillante o scuro, imparipennate con margine dentato-seghettato; le foglie sono a loro volta composte da cinque foglioline ovate-lanceolate con margini profondamente seghettati o dentellati e apice acuminato, della lunghezza variabile tra i 10 e i 30 centimetri. La fillotassi è opposta.

### Fiori

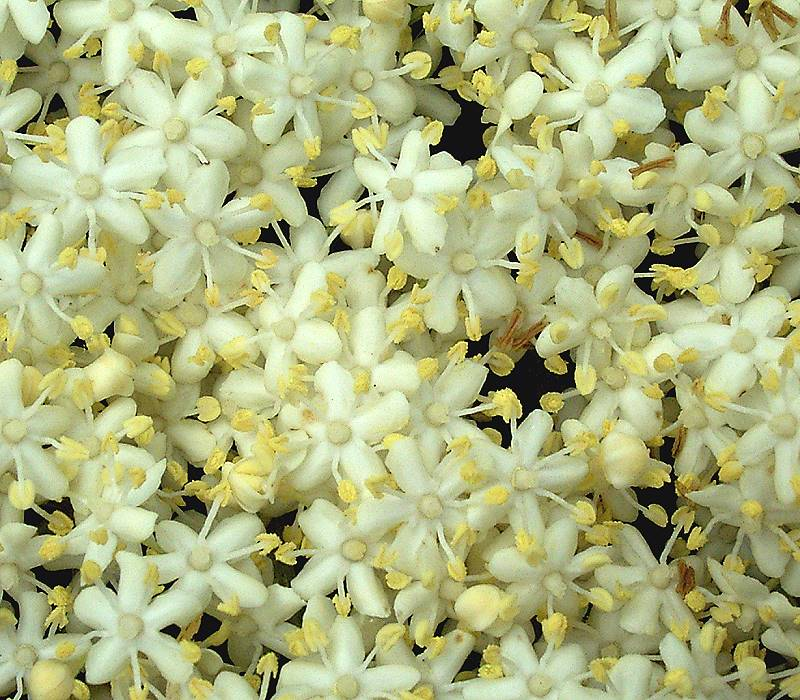
Dettaglio dei fiori di Sambucus nigra L.

I fiori sono ermafroditi e portati in infiorescenze (corimbi) molto vistose, color bianco panna, larghe 10–23 cm. I singoli fiori sono formati da 5 petali fusi alla base (fiori gamopetali), calice anch'esso gamesepalo, ovario infero, 4 stami sporgenti. Per l'intenso profumo, i fiori attirano api e altri insetti pronubi.

### Frutti
I frutti sono delle bacche nerastre, lucide. I semi sono 2 o 3 per ogni bacca, lucidi e di colore nero-violaceo.

## Distribuzione e habitat
La specie è comune in Europa ed estende il suo areale al Nord Africa (Tunisia), al Caucaso, e all'Asia (Turchia, Iran, Iraq e India).
È una specie molto diffusa in Italia, dalla pianura fino a 1400 metri di quota, soprattutto negli ambienti ruderali (rive, strade, ferrovie...), nei boschi umidi e sulle rive dei corsi d'acqua.

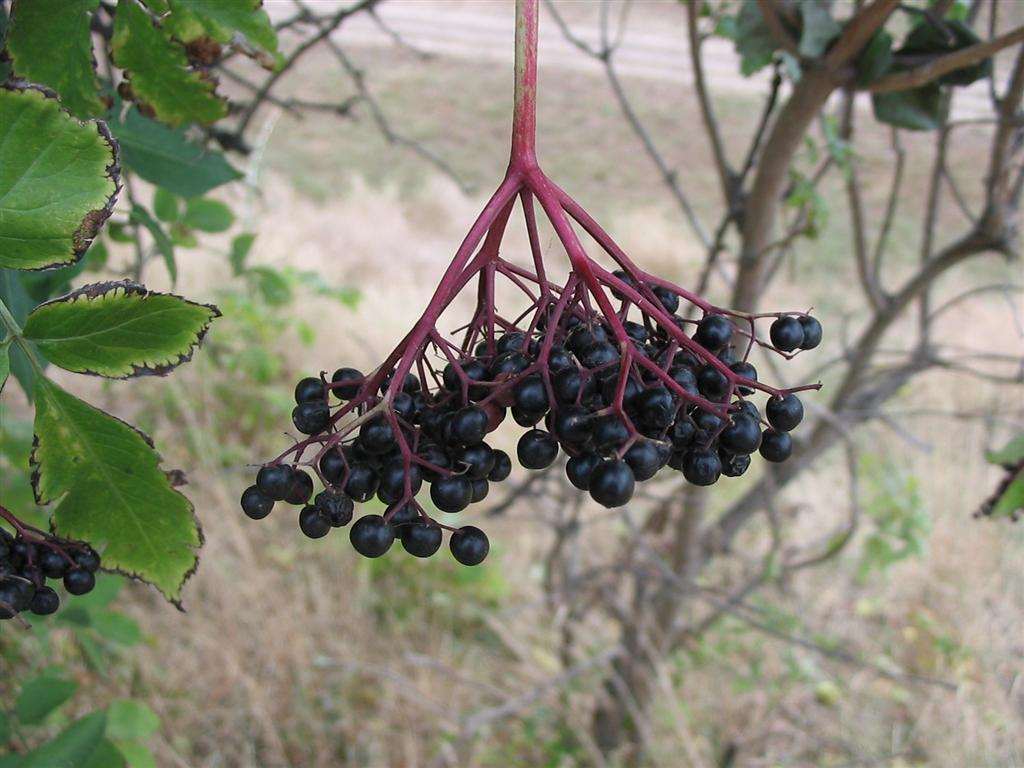
Bacche di Sambucus nigra L.

## Tossicità
I componenti della pianta del sambuco, compreso il suo frutto, contengono diverse sostanze fitochimiche, come alcaloidi, lectine e glicosidi cianogeni, che possono essere tossici se consumati crudi.
A parte i frutti cotti e i fiori, tutto il resto della pianta (foglie e semi compresi) è velenoso poiché contiene il glicoside sambunigrina (C14H17NO6, Numero CAS 99-19-4). I semi e tutte le parti verdi della pianta contengono glicosidi cianogeni. Il consumo di bacche, foglie, corteccia o steli, se non adeguatamente preparati, può causare nausea, vomito e diarrea grave. L'applicazione sulla pelle di foglie e fiori freschi provoca violente irritazioni ed eritemi.

## Usi

### Fitoterapia
Il sambuco nero presenta proprietà medicinali-erboristiche riscontrabili nei frutti e nei fiori. Estratti da corteccia, foglie, fiori, frutti e radici erano usati nel trattamento di bronchiti, tosse, infezioni del sistema respiratorio superiore e febbre. Un piccolo (N=60) trial clinico pubblicato nel 2004 ha mostrato una riduzione della durata e della gravità dei sintomi para-influenzali in pazienti che assumevano un estratto di sambuco. Viene utilizzato in erboristeria per le sue proprietà diuretiche, diaforetiche, antinevralgiche, emollienti, lassative, antifibrillanti, emetiche, antireumatiche, depurative e leggermente antinfiammatorie, nonché per la secrezione bronchiale. È consigliato anche per raffreddore comune, infezione delle vie respiratorie, tosse, faringite, bronchite, rinite, stitichezza o stipsi, emorroidi, aritmia, infezione o infiammazione delle vie urogenitali, cistite, uretrite, calcolosi delle vie urinarie, edema da ritenzione, reumatismi, gotta (aiuta ad eliminare l'acido urico), problemi della pelle, dermatosi, eruzione cutanea, nevralgia, epilessia, necessità di depurare l’organismo. Tra gli organi principali sui quali ha effetto benefico vi sono cuore, reni, cavo orale, intestino, stomaco, apparato urinario, fegato e sistema immunitario.

### Controindicazioni
L'assunzione di sambuco nero può influire sull’attività dei farmaci immunosoppressori perché può aumentare l’attività del sistema immunitario, si consiglia quindi di rivolgersi al proprio medico curante per valutarne la compatibilità.
I componenti o i prodotti vegetali del sambuco non devono essere consumati durante la gravidanza o da persone con allergie o malattie gastrointestinali. I prodotti a base di sambuco possono causare effetti avversi se utilizzati con farmaci soggetti a prescrizione.

### Altro
- Viene usato come aroma nel pane per fare il "pane col sambuco"
- Il distillato dei fiori, insieme all'anice stellato, è utilizzato per produzione della sambuca.
- Con i fiori è possibile fare uno sciroppo che, dopo diluizione in acqua, produce una bevanda dissetante, molto usata in Tirolo e nei paesi nordici. Essa si può anche fermentare, ottenendo una specie di spumante.[12] Lo sciroppo entra anche nella preparazione di alcuni cocktail, come l'Hugo.[13]
- Le bacche sono commestibili solo dopo cottura e vengono impiegate per gelatine e marmellate, delle quali non si deve abusare a causa delle proprietà lassative. Le bacche vengono utilizzate anche per minestre dolci, come la Fliederbeersuppe del nord della Germania.
- Le bacche e il loro succo, fresco o fermentato, sono usati per produrre inchiostri che, a seconda della specie, delle condizioni della pianta e della ricetta, possono apparire blu, blu/nero, marrone, lilla, rosso.[14]
- I fiori sono commestibili e in alcune parti d'Italia sono consumati all'interno di frittelle, oppure passati in pastella e fritti.
- La pianta viene utilizzata anche a scopo ornamentale, mentre dal tronco si ricava un legno duro e compatto, utilizzato come combustibile e per lavori al tornio; il legno dei giovani rami al contrario è tenero e fragile, con l'interno costituito da una sostanza a consistenza spugnosa. Questa peculiarità ha permesso, nella tradizione popolare italiana, la realizzazione di semplici flauti.
- È pianta visitata, sia pur raramente, dalle api per il polline ed il nettare.[15]